# Herdla
Herdla est une ville du comté de Hordaland en Norvège.

## Histoire
Herdla est une ancienne municipalité de l'ancien comté de Hordaland en Norvège. La municipalité a existé de 1871 jusqu'à sa dissolution en 1964. La municipalité englobait un grand groupe d'environ 2 000 îles et récifs couvrant environ 115 kilomètres carrés de superficie, au nord-ouest de la ville de Bergen, dans ce qui est fait maintenant partie des municipalités d'Øygarden, Alver et Askøy dans le comté de Vestland. Le centre administratif de la commune était le petit village insulaire de Herdla. La municipalité comprenait le tiers nord de l'île de Holsnøy, le tiers nord de l'île d'Askøy et les îles de Misje, Turøy, Toftøy, Rongøy, Blomøy, Ona, Bognøy et de nombreuses petites îles environnantes.